# Rosenaupark

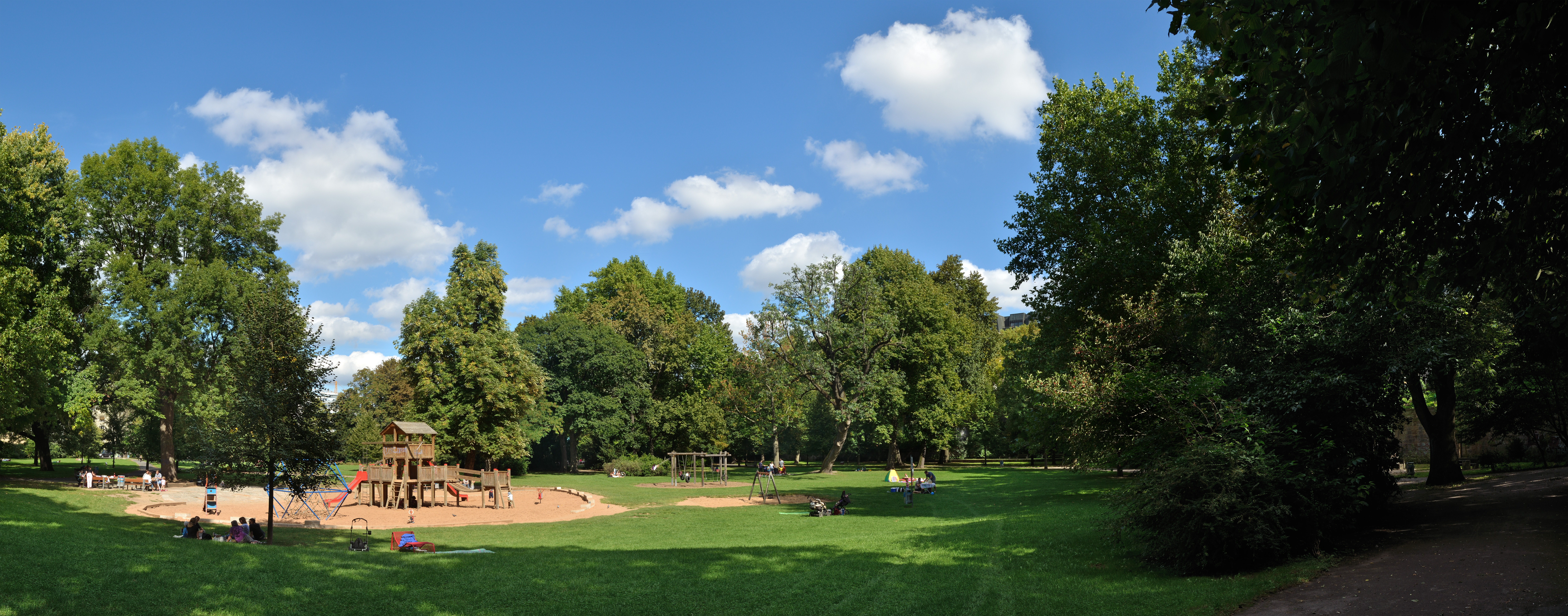
Rosenaupark

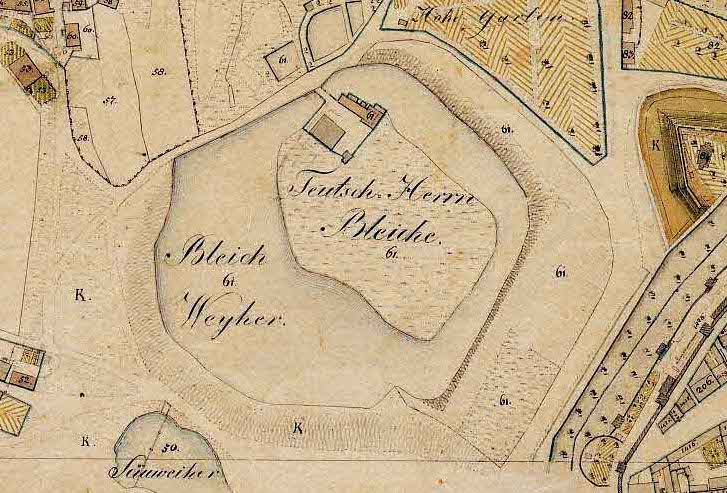
Die Deutschherrenbleiche auf einem Katasterplan, 1811

Der Rosenaupark bzw. die Rosenau ist eine etwa drei Hektar große Parkanlage in Nürnberg. Sie liegt im Stadtteil Kleinweidenmühle westlich des Fürther Tores vor den Mauern der Altstadt in einer Senke, die sich geologisch als trocken gefallener Altarm der nahe gelegenen Pegnitz darstellt.

## Geschichte

### Die Anfänge

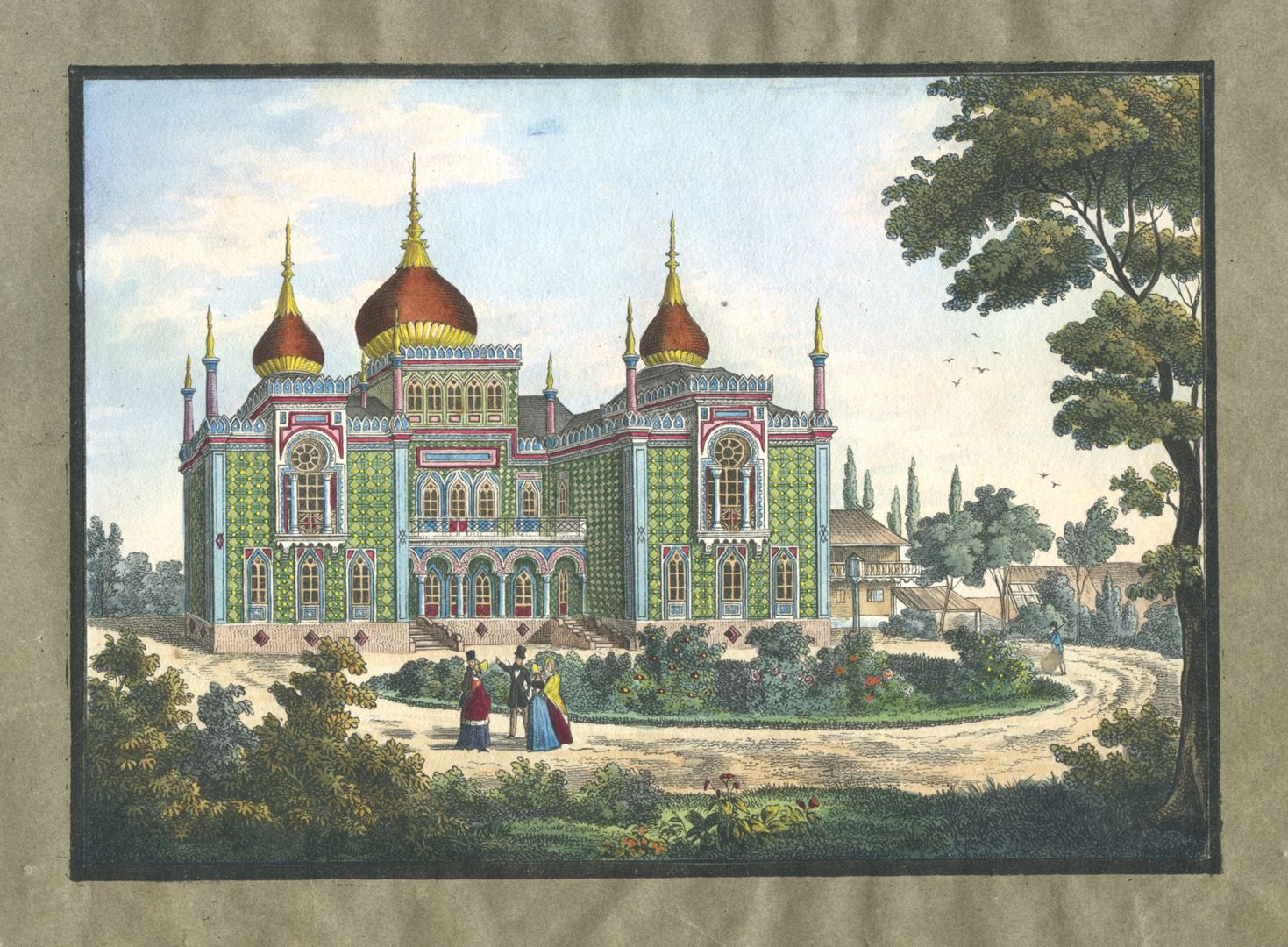
Die Alhambra in der Rosenau, 1840

Die Rosenau trägt ihren Namen seit 1828. Der Ort war bis dahin unter dem Namen Deutschherrenbleiche bekannt. Die Ritter des Deutschherrenordens hatten im Mittelalter dort einen Fischweiher mit einer Insel, darauf das Wirtschaftsgebäude, angelegt und betrieben an dem Weiher die (neben der Insel Schütt und der Neubleiche) dritte große Wäschebleiche Nürnbergs. Der Weiher selbst wurde als Bleichersweiher bezeichnet.
Die erste Anlage eines Gartens auf der Fläche der heutigen Rosenau erfolgte ab 1815 durch den königlichen Stiftungsadministrator Friedrich Wilhelm Bock. Dieser Garten wurde 1827 von seiner Witwe an Johann David Wiß verkauft, der die Gartenanlagen weiter ausbaute. Man nimmt allgemein an, dass es der Name seiner Frau war (Rosina Alexandrina Wiß), der ihn dazu anregte, das Gelände Rosenau zu benennen. Der Garten wurde zu einem weitläufigen Park mit vielen Kleinarchitekturen entwickelt, der an bestimmten Tagen als Vergnügungspark für die gehobenen Kreise der Bevölkerung einem zahlenden Publikum zur Verfügung stand. Der bekannte Architekt Carl Alexander Heideloff errichtete 1839/40 für Wiß dort ein prächtiges Gartenhaus, die sogenannte Alhambra im Neomaurischen Stil. Sie lag dem ersten Nürnberger Bahnhof an der Fürther Straße gegenüber und wurde 1888 abgerissen.
1884 ging der Park, seit mehr als 50 Jahren ein beliebtes Nürnberger Ausflugsziel, an die Rosenau-Anlagen-Gesellschaft über, die einem Pächter die kommerzielle Nutzung der Anlage übertrug. Pläne zur Umgestaltung des Rosenau-Parkes fertigte der Nürnberger Stadtgärtner Adolf Kowallek. 1893 musste das unrentabel gewordene Unternehmen an die Stadt Nürnberg verkauft werden, welche die Promenadenwege ausbaute und mit elektrischer Beleuchtung ausstattete. Seither ist der Park eine öffentliche Grünanlage. Viele Postkarten von der Kaiserzeit und bis zum Zweiten Weltkrieg zeugen davon, dass die Rosenau mit ihrem Weiher und der kleinen Insel als Vergnügungspark ähnlich beliebt war wie der Nürnberger Stadtpark.
Die zunehmende Bebauung im Umfeld hatte den Bleichersweiher seiner natürlichen Zuflüsse beraubt, so dass seine Wasserfläche sich im 19. Jahrhundert zusehends verringerte. Nach 1945 musste der Weiher zugeschüttet werden. Dort wo er lag, findet man heute eine Wiesenfläche mit dem Kinderspielplatz.

### Heute

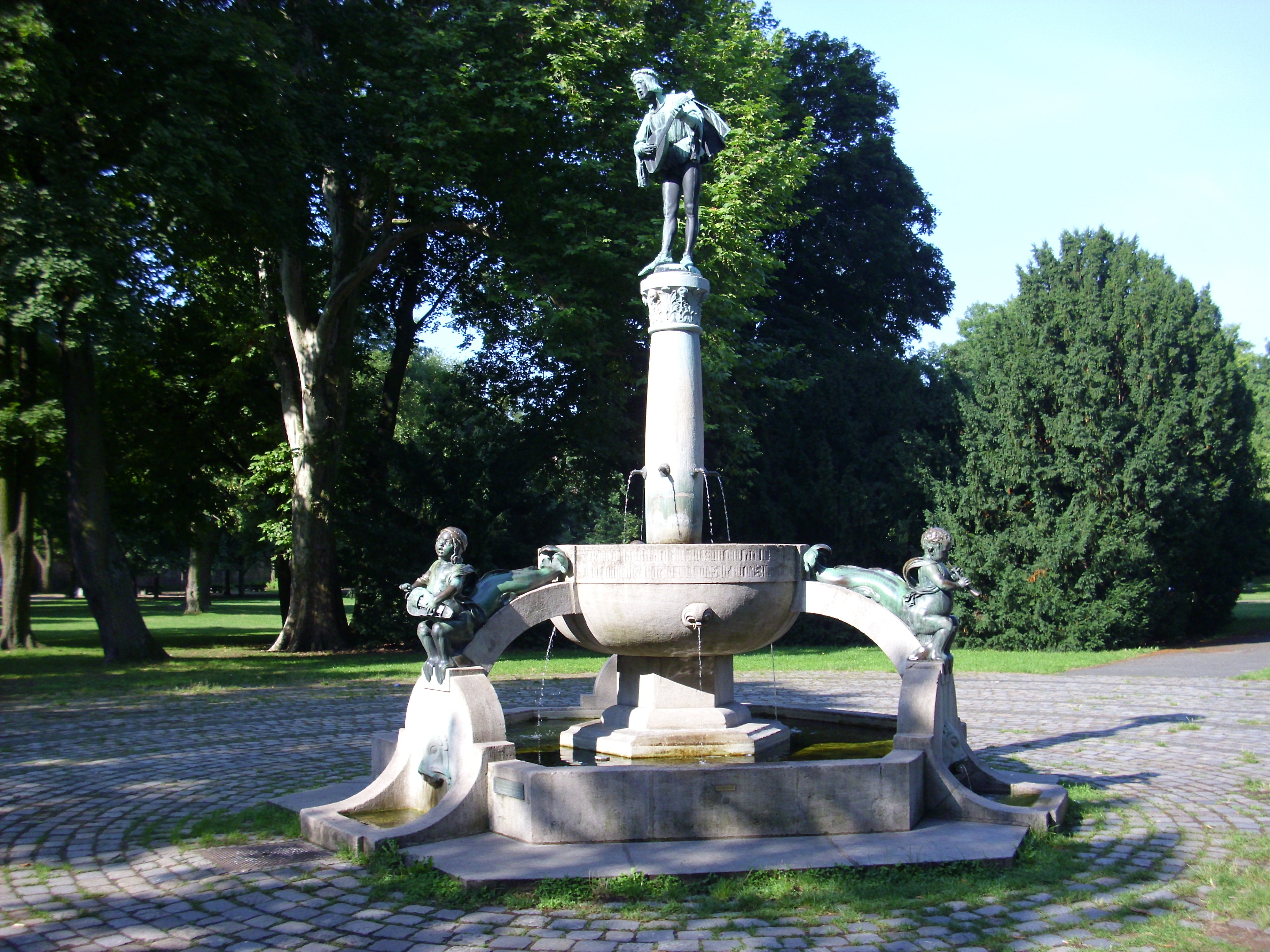
Der Minnesängerbrunnen im Rosenaupark, 2010

Heute stellt sich die Rosenau als Park mit großen Wiesenflächen und Gruppen von teilweise alten Bäume dar. Das Wahrzeichen der Anlage ist der von dem Bildhauer Philipp Kittler gestaltete Minnesängerbrunnen, der ursprünglich in einer Grünanlage der nahe gelegenen Prateranlage an der Oberen Turnstraße aufgestellt war (1905), nach dem Zweiten Weltkrieg aber in die Rosenau umgesetzt wurde.

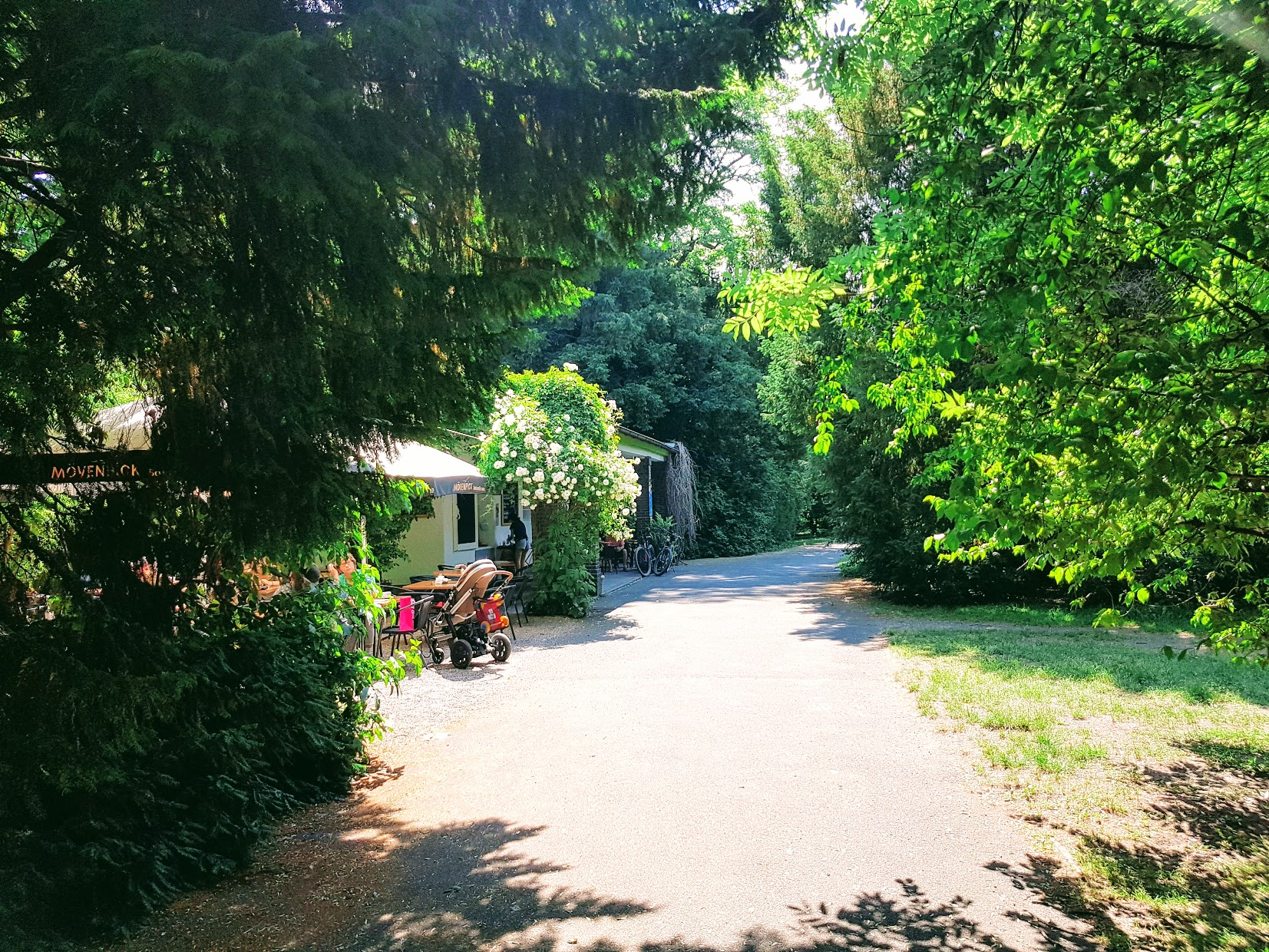
Café Kiosk im Rosenaupark

Das kleine Café Kiosk im Norden des Parks bietet Getränke und kleine Speisen an.